# Skalnik alcyona
Skalnik alcyona (Hipparchia alcyone) – motyl dzienny z rodziny rusałkowatych.

## Wygląd
Rozpiętość skrzydeł od 52 do 58 mm, dymorfizm płciowy słabo zaznaczony.

## Siedlisko
Polany, przydroża, przytorza w widnych i suchych borach sosnowych.

## Biologia i rozwój
Wykształca jedno pokolenie w roku (koniec czerwca-połowa sierpnia). Rośliny żywicielskie: kostrzewa piaskowa, kostrzewa bruzdkowana, kostrzewa czerwona i kostrzewa owcza. Jaja barwy białawej składane są w pobliżu roślin żywicielskich. Larwy wylęgają się po 2,5-3 tygodniach, żerują nocą, zimuje w drugim stadium. Stadium poczwarki trwa 3-4 tygodnie.

## Rozmieszczenie geograficzne
Gatunek europejski, w Polsce występował dawniej na terenie całego kraju z wyjątkiem gór; obecnie tylko w niektórych większych kompleksach leśnych.

## Ochrona
W Polsce gatunek ten objęty jest częściową ochroną gatunkową.